# Joseph Wilpert
Joseph Wilpert (Silésia, 22 de agosto de 1857 - Roma, 13 de fevereiro de 1944) foi um padre, arqueólogo e iconógrafo alemão.

## Biografia
Em 1884, mudou-se para Roma para se especializar no estudo do direito canônico. Aqui ele conheceu Giovanni Battista de Rossi, que o instou a se dedicar aos estudos de iconografia dos primeiros cemitérios cristãos de Roma. Apaixonado por desenho, seguiu de Rossi na exploração das catacumbas: fez mais de 600 reproduções de afrescos, a partir de imagens fotográficas.

## Obras
- Topographische Studien über die christlichen Monumente der Appia und der Ardeatina (1901).
- Le pitture delle catacombe romane (1903), 2 vv.
- Zur Entdeckung der «Crypta Damasi» (1903).
- La scoperta delle basiliche cimiteriali dei SS. Marco, Marcelliano e Damaso (1903).
- Beiträge zur christlichen Archäologie (1908).
- La cripta dei Papi e la cappella di S. Cecilia nel cimitero di S. Callisto (1910).
- Die römischen Mosaiken und Malereien der kirchlichen Bauten vom IV. bis XIII. Jahrhundert (1916).
- I sarcofagi cristiani antichi (1929).
- Erlebnisse und Ergebnisse im Dienste der christlichen Archäologie (1930).
- La fede nella Chiesa nascente, secondo i monumenti dell'arte funeraria antica (1938).

## Outros projetos
- Wikimedia Commons contém imagens ou outros arquivos em Joseph Wilpert